# 股引

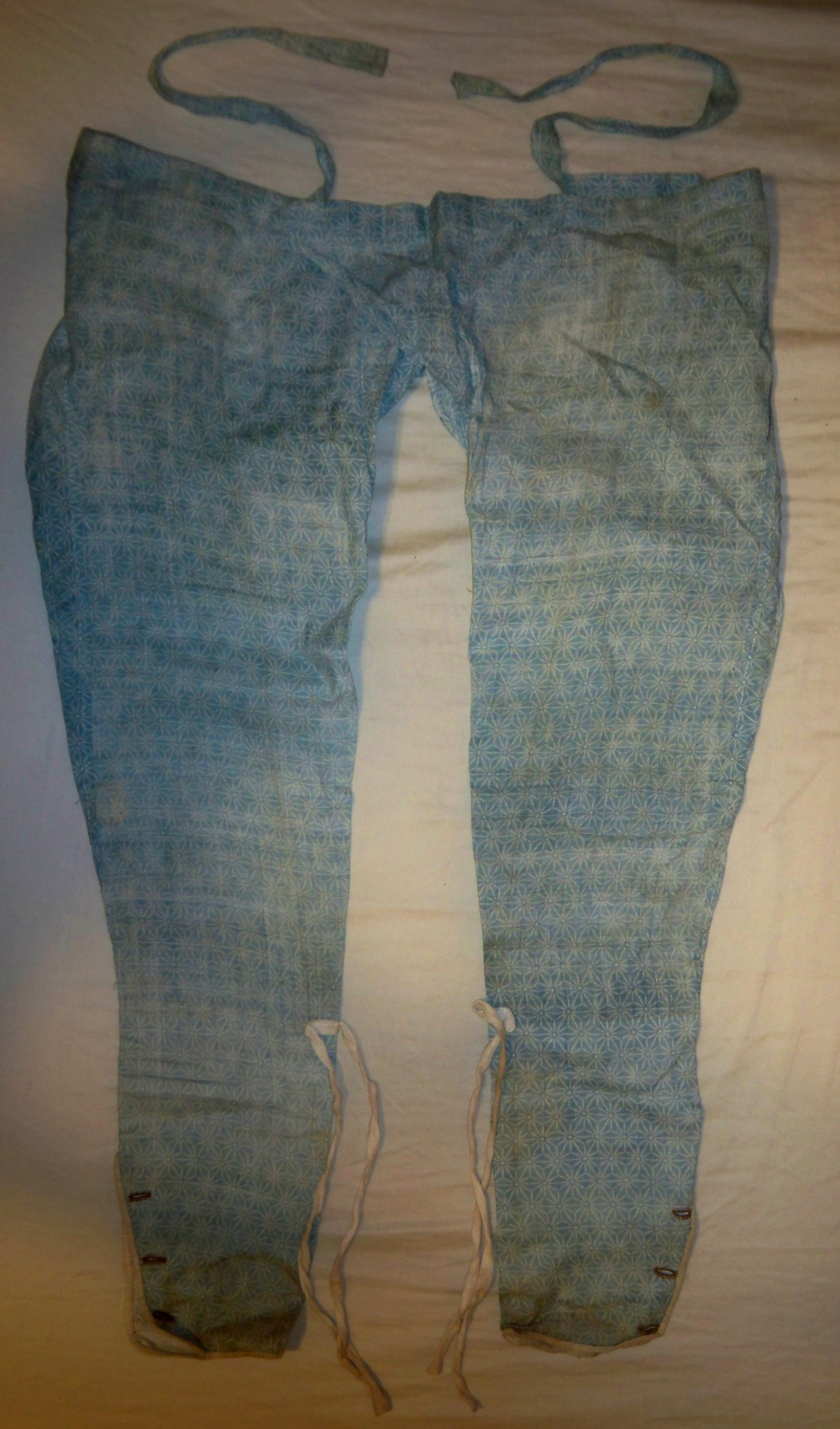
股引

股引（ももひき、またびき、またひき）は日本の伝統的下衣であり、下着としても使われた。腰から踝まで、やや密着して覆う形のズボン型。腰の部分は紐で締めるようになっている。安土桃山時代にポルトガルから伝わったカルサオ（カルサンとも）と呼ばれる衣服が原形とされる。
江戸時代には、腹掛けと共に職人の作業服となり、火消や鳶の普段着としても着用された。

## 半股引
膝上までのハーフパンツに似た形の半股引（はんだこ）と呼称されるものもある。現代では、祭りにおける神輿の担ぎ手の服装として知られている。